# Azbazān
Azbazān (persiska: اَزبيزان, اَزبِزان, اَزبيزَن, ازبزان, Azbīzān) är en ort i Iran.   Den ligger i provinsen Markazi, i den nordvästra delen av landet, 140 km väster om huvudstaden Teheran. Azbazān ligger 2 076 meter över havet och antalet invånare är 454.
Terrängen runt Azbazān är huvudsakligen kuperad, men åt nordost är den platt.Runt Azbazān är det ganska glesbefolkat, med 27 invånare per kvadratkilometer. Närmaste större samhälle är Kabūd Kamar, 16,4 km norr om Azbazān. Trakten runt Azbazān består i huvudsak av gräsmarker.